# Thala Raikar
Thala Raikar (nep. थाला राइकर) – gaun wikas samiti w zachodniej części Nepalu w strefie Bheri w dystrykcie Jajarkot. Według nepalskiego spisu powszechnego z 2001 roku liczył on 688 gospodarstw domowych i 4136 mieszkańców (2033 kobiet i 2103 mężczyzn).